# Очиров, Номто Очирович
Номто́ Очи́рович Очи́ров, настоящее имя — Ноха́, Номто — от калмыцкого слова номт — учёный; калм. Очра Номт, 10 октября 1886 года, Хонч Нур, Малодербетовский улус, Российская империя — 11 июля 1960 года, Советское (сегодня — Кетченеры), Калмыцкая АССР, СССР) — калмыцкий учёный, этнограф, просветитель, основоположник джангароведения, один из инициаторов строительства буддийского храма в Санкт-Петербурге, общественный деятель Калмыкии начала XX века, участник белого движения в составе Калмыцкого войскового правительства.
Номто Очиров записал и опубликовал первое монументальное издание калмыцкого эпоса «Джангар», издавал первую в истории калмыцкого народа газету «Ойратские известия». В 20-х годах XX столетия Номто Очиров участвовал в реформировании калмыцкой письменности.

## Биография
Номто Очиров родился в 1886 году в семье Довукин Очира в местечке Хончнур. Детство его прошло в селе Червлёное, неподалёку от зимней ставки дербетского нойона Давида Тундутова. В 1898 году окончил Малодербетовскую улусную школу. С 1898 по 1905 гг. обучался в реальном училище в Астрахани. В 1905 году Номто Очиров поступил на Восточный факультет Петербургского императорского университета. Во время учёбы совершил две поездки в Калмыцкую степь, где записал у джангарчи Ээляна Овлы десять песен калмыцкого эпоса «Джангар».
С 1910 по 1916 гг. служил в Этнографическом музее Петербурга. В 1916 году окончил юридический факультет Петербургского университета.
После февральской революции 1917 года был членом Центрального комитета по управлению калмыцким народом (ЦК УКН), позднее — Калмыцкого войскового правительства.
С 1920 года занимал различные административные должности.
С 1929 года Номто Очиров четырежды подвергался арестам: в середине 1929 года, осенью 1930 года, июне 1941 года и декабре 1950 года. Во всех этих случаях ему вменялась в вину его деятельность в составе Калмыцкого войскового правительства и его обвиняли в участии «калмыцкой националистической контрреволюционной повстанческой организации „Нарна герл“» . С 1950 года находился в спецпоселении в Семипалатинской области Казахстана.
В 1956 году Номто Очиров был освобождён из заключения и стал проживать в посёлке Советское (сегодня — Кетченеры) Приозёрного района Калмыцкой АССР, где умер и похоронен 11 июля 1960 года.

## Общественная деятельность
Осенью 1914 года вместе с калмыцким князем Д. Тундутовым совершил агитационную поездку по Калмыцкой степи, призывая калмыков перейти в казачье сословие.
В марте 1917 года Номто Очиров переехал в Астрахань. 26 марта 1917 года в Астрахани состоялся Первый съезд представителей калмыцкого народа, на котором Номто Очиров был избран заместителем председателя Центрального комитета по управлению калмыцким народом (ЦК УКН). 16 мая 1917 года Номто Очиров по поручению ЦК УКН вместе с Данзаном Тундутовым отправился в Петроград, чтобы заявить Временному правительству протест по поводу планировавшегося раздела Астраханской губернии на две части, в результате которого могло произойти административное разделение калмыцкого народа. Во время встречи с представителями Временного правительства Номто Очиров также заявил о правах калмыцкого народа на земельные угодья Калмыцкой степи.
Во время нехватки продовольствия в Калмыцкой степи, которое случилось весной 1917 года, Номто Очиров был назначен 22 мая ЦК УКН председателем продовольственного совета. 23 декабря 1917 года ЦК УКН был преобразован в Калмыцкое войсковое правительство, в котором Номто Очиров продолжал ведать продовольственными делами и одновременно заведовал образованием.
После установления Советской власти в Калмыкии в 1918 году Номто Очирова пытались арестовать органы ЧК. Избежать ареста ему помог руководитель Советов депутатов трудового калмыцкого народа Араши Чапчаев.
До осени 1918 года Номто Очиров проживал в Червлёном, где помогал отцу в сельскохозяйственных работах. После занятия Калмыкии войсками генерала С. В. Денисова Номто Очиров перебрался в Новочеркасск, где продолжил работу в Калмыцком войсковом правительстве.
В 1919 году Номто Очиров был выведен из состава Калмыцкого военного правительства генералом Деникиным, который запретил ему вернуться в Калмыцкую степь. Номто Очиров поселился в Екатеринодаре, где стал работать делопроизводителем в Кубанско-Черноморском лесном хозяйстве.
В марте 1920 года Номто Очиров был арестован ЧК и отправлен в Астрахань. За арестованного Номто Очирова заступился председатель Калмыцкого ЦИКа Араши Чапчаев, который обратился к В. И. Ленину с просьбой амнистировать Номто Очирова. 23 сентября 1920 года Номто Очиров был освобождён и амнистирован, после чего был назначен заместителем А. М. Амур-Санана, бывшего в тот момент представителем Автономной области калмыцкого народа при Наркомате по делам национальностей. Проработав в Москве 2 года, Номто Очиров переехал в 1922 году в Калмыкию, где стал работать с 1924 года в областной плановой комиссии. В 1925 году он работал заместителем председателя Облплана.

### Аресты
1 декабря 1925 года Номто Очиров был вынужден оставить государственную службу в связи с «чисткой» советского государственного аппарата. Он снова обосновался у своего отца в Червлёном, где занимался вместе с ним сельским хозяйством до 1929 года.
В середине 1929 года Номто Очиров был арестован ОГПУ и заключён под стражу в саратовской тюрьме, где пробыл до 23 марта 1930 года. Освобождённый по амнистии, Номто Очиров пробыл на свободе всего восемь месяцев.
11 ноября 1930 года он был арестован Сталинградским ОГПУ. 5 июня 1931 года Коллегия ОГПУ вынесла приговор, осудив Номто Очирова на 5 лет лагерей в Новосибирской области. Был освобождён в июле 1934 года.
5 июня 1941 года его снова арестовали и сослали в Семипалатинскую области. Был освобождён в ноябре 1941 года. 23 декабря 1950 года, когда Номто Очиров работал районным адвокатом при Кокпектинском суде Семипалатинской области, он снова был арестован по ложному доносу. 26 марта 1951 год осуждён на 10 лет ИТЛ. 17 ноября 1956 года был освобождён из заключения и поселился в посёлке Советское в Калмыкии.

## Научная деятельность
Будучи студентом Восточного факультета Петербургского императорского университета, Номто Очиров летом 1908 года участвовал в полевой студенческой экспедиции, во время которой записал от джангарчи Ээляна Овла десять песен калмыцкого эпоса «Джангара». Позднее по настоянию профессора Владислава Людвиговича Котвича Номто Очиров совершил ещё одну поездку в Ики-Бухусовский аймак, где записал ещё один десяток песен калмыцкого эпоса. Первой научной работой студента Номто Очирова стала статья «Йорэлы, харалы и связанный с ним обряд „хара келе утулган“ у калмыков», которая была опубликована в 1909 году в журнале «Живая старина». В 1909 году Владислав Котвич выступил с сообщением о результатах поездки студента Номто Очирова на одном из заседаний Восточной секции Русского комитета по изучению Средней и Восточной Азии. В 1910 году Номто Очиров издал обнаруженные записи песен отдельной книгой, которая стала первым изданием «Джангара». При поддержке профессора Власдислава Котвича Номто Очиров организовал при Восточном факультете Санкт-Петербургского курсы учителей калмыцкого языка для школ Большедербетовского улуса.
В 1910 году Русский комитет по изучению Средней и Восточной Азии командировал Номто Очирова в Калмыцкие степи в Малодербетовский, Манычский и Икицохуровский улусы для сбора калмыцкого фольклорного творчества и приобретения рукописей. Во время этой поездки Номто Очиров записал 17 калмыцких протяжных и коротких песен, 16 рассказов исторического характера, среди которых были «Повесть о Галдаме», «Повесть о Галдан Орбо», «Повесть о Гандарма хане», «Эсельбейин Сайн Ка», «Встреча Аюки с царём Петром I» и «Пленение Шамиля». Были также записаны рассказы об отношениях калмыков с черкесами, среди которых был рассказ «О Мазан-батыре», повествование о войне с французами. Во время этой командировки Номто Очиров приобрёл для Восточного факультета 13 калмыцких рукописей, среди которых были сборник сказок «Волшебный мертвец», «Сокровища драгоценных изречений Субхашита», «Наставления богдо Джибзун ламы», «История субургана Джарун Кашур», «Повесть об Усун дебискерту хане» и «Повесть о бурхан бакши и бирмане».
В 1910 году в Астрахани были изданы два тома «Материалов статистико-экономического и естественно-исторического обследования Калмыцкой степи». Летом 1911 года Номто Очиров работал среди торгоутов Багацохуровского и Хошеутовского улусов. Во время этой экспедиции он приобрёл около 70 калмыцких и тибетских рукописей. Результатом этой работы стала его работа, в которой он выделил фонетические особенности дербетского и торгутского наречий калмыцкого языка. Он также составил сборник сказок, пословиц, поговорок, среди которых были песни и сказания об участии калмыков в Отечественной войне 1812 года.
В 1915 году в Петербурге Номто Очировым было издано сочинение «Астраханские калмыки и их современное экономическое состояние». В этом же году вышел «Калмыцкий букварь», который Номто Очиров написал в соавторстве с Л. Нормаевым и при участии Владислава Котвича.
После окончания в 1916 году Петербургского императорского университета Номто Очиров устроился внештатным сотрудником в Этнографический музей, одновременно работая помощником присяжного поверенного. Будучи сотрудником Этнографического музея, Номто Очиров продолжал собирать памятники калмыцкого устного творчества.

## Просветительская деятельность
15 ноября 1917 года вышел первый номер газеты на калмыцком языке «Ойратские известия», главным редактором которой был Номто Очиров. Всего вышло пять номеров газеты — последний выпуск вышел 11 января 1918 года. В одном из номеров «Ойратских новостей» была опубликована его статья «Обзор современного кочевья монгольских племён». В 1922 году в Астрахани по инициативе Номто Очирова вышли два сдвоенных номера журнала «Ойратские известия».
В 1923 году Номто Очиров работал над реформой калмыцкой письменности. Призвав сохранить тодо-бичиг, он предложил также одновременно использовать в калмыцкой письменности и кириллицу. В январе 1924 года выступил с докладом «Зая-пандитский алфавит и русская транскрипция» на собрании в Астрахани, где он предложил калмыцкой общественности новый калмыцкий алфавит на основе кириллицы с дополнительными шестью буквами для обозначения звуков, которых не было в русской графике. Предложенный Номто Очировым вариант калмыцкого алфавита с небольшими изменениями применяется до сих пор.
В конце 1925 года Номто Очиров наладил выпуск журнала «Калмыцкая область» — орган областной плановой комиссии.
В 1925 году вышло второе издание сочинения «Астраханские калмыки и их экономическое состояние».

## Сочинения
- «Йорэлы, харалы и связанный со вторыми обряд „хара келе утулган“ — у калмыков»[4].
- «Отчёт о поездке Н. Очирова к Астраханским калмыкам летом 1909 года»[5].
- «Материалы статистико-экономического и естественно-исторического обследования Калмыцкой степи».
- «Поездка в Александровский и Багацохуровский улусы астраханских калмыков. Отчёт Н. Очирова»[6].
- «Астраханские калмыки и их экономическое состояние в 1915 году»
- «Обзор современного кочевья монгольских племён»[7].
- «Шерстяное дело в автономной области Калмыцкого Трудового Народа»[8].

## Память
- 15 мая 1991 года Президиум Верховного Совета Калмыцкой АССР принял постановление «Об увековечении памяти видного учёного, просветителя Очирова Н. О.».
- 10 мая 2001 года Президент Республики Калмыкия К. Н. Илюмжинов издал указ «О праздновании 115-летия со дня рождения видного общественно-политического деятеля, учёного-гуманиста и просветителя Номто Очирова».
- 9—10 октября 2001 года в Элисте состоялись республиканские научные чтения «Учёный, просветитель, гуманист», посвящённые 115-летию со дня рождения Номто Очирова.
- Именем Номто Очирова названа улица в Элисте, Цаган Амане и в посёлке Кетченеры, центральная детская библиотека в Элисте, элистинская средняя школа № 8.